# Ophiuche porrectilis
Ophiuche porrectilis är en fjärilsart som beskrevs av Fabricius 1794. Ophiuche porrectilis ingår i släktet Ophiuche och familjen nattflyn. Inga underarter finns listade i Catalogue of Life.